# Eucosma campoliliana
Eucosma campoliliana là một loài bướm đêm thuộc họ Tortricidae. Nó được tìm thấy ở châu Âu.
Sải cánh dài 13–18 mm. Con trưởng thành bay từ tháng 6 đến tháng 8. .
Ấu trùng chủ yếu ăn Jacobaea vulgaris.

## Hình ảnh

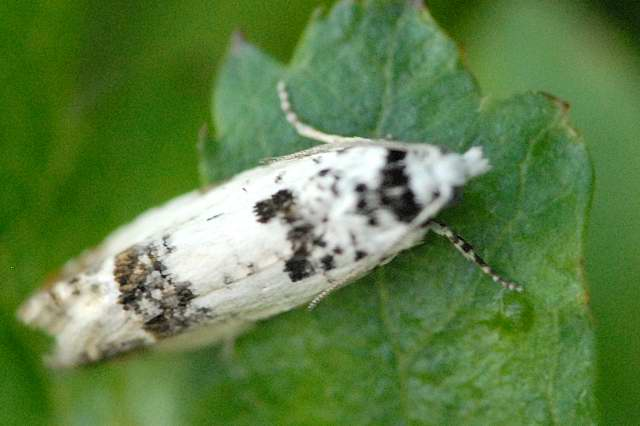